# Hermann Balck
Hermann Balck (n. 7 decembrie 1893, Danzig, Imperiul German – d. 29 noiembrie 1982, Eberbach, Republica Federală Germania, Germania) a fost un ofițer de carieră german care a luptat în ambele războaie mondiale. A ajuns general der Panzertruppe.  
1. 1 2  Hermann Balck, Autoritatea BnF
2. ↑  Hermann Balck, Munzinger Personen, accesat în 9 octombrie 2017
3. ↑  Hermann Balck, TracesOfWar
4. ↑  Archivportal-D, accesat în 27 septembrie 2024